# San Giacomo degli Spagnoli (Neapel)

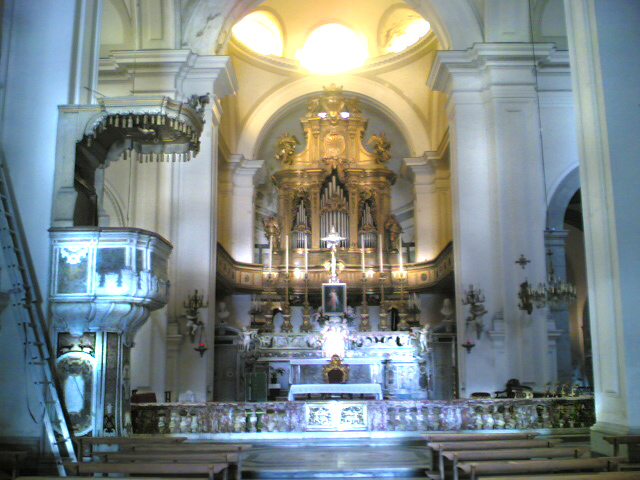
San Giacomo degli Spagnoli

Die Kirche San Giacomo degli Spagnoli ("Sankt Jakob der Spanier") in Neapel ist dem heiligen Jakobus dem Älteren gewidmet und liegt an der Piazza Municipio. Während der Herrschaft der spanischen Vizekönige über Neapel war sie eine der wichtigsten Kirchen für die spanischen Bewohner der Stadt.
Sie wurde 1540 von Don Pedro Álvarez de Toledo und der königlichen Bruderschaft Spanischer Adliger von Santiago (Real Hermandad de Nobles Espanioles de Santiago) erbaut. 1741 wurde die Kirche saniert, wobei Bögen und Säulen neu gefertigt wurden. Die Fassade, die von Ferdinando Manlio entworfen wurde, wurde 1825 entfernt, als die Kirche in den Palazzo dei Ministeri (den heutigen Palazzo San Giacomo, Sitz der Stadtverwaltung von Neapel) einverleibt wurde. Sie war angegliedert an das Hospitium spanischer Soldaten und vor allem als Kirche der spanischen Adligen gedacht – ein Grund, weshalb hier viele von ihnen ihre letzte Ruhestätte gefunden haben. Am 26. April 1911 erhielt sie durch Papst Pius X. den Ehrentitel einer päpstlichen Basilica minor.
Obwohl sie zahlreichen Restaurierungen unterworfen war, hat die Kirche in ihrem Inneren ihr Aussehen aus dem 16. Jahrhundert bewahrt: Sie hat drei Schiffe, von welchen die Seitenschiffe mit Kuppeln bedeckt sind. Die Hauptkuppel erhebt sich in der Vierung zwischen Haupt- und Querschiff hin zur Apsis und hebt das Grabmal Don Pedro Álvarez de Toledos mit der allegorischen Statuen des Vizekönigs Don Pedro de Toledo von Giovanni da Nola hervor. Allerdings nahm das Grabmal weder den Leichnam Don Pedros noch den seiner Frau auf, da Don Pedro selbst in Florenz gestorben ist.
Neben dem Grabmal für Don Pedro de Toledo weist die Kirche u. a. Werke von Marco Pino, Vaccaro, Bernardo Lama, Michele Curia, Pietro Bardellino, Domenico Antonio und Luca Giordano auf.